# Conco
Conco era un municipio italiano de 2.220 habitantes de la provincia de Vicenza (región de Véneto). 
El 20 de febrero de 2019 pasó a ser una parte del municipio de Lusiana Conco al fusionarse con el municipio de Lusiana.

## Demografía
| Gráfica de evolución demográfica de Conco entre 1861 y 2001 |
|                                                             |
| fuente ISTAT - elaboración gráfica a cargo de Wikipedia     |